# VeneMusic
VeneMusic es una compañía discográfica perteneciente a la empresa Venevisión International que produce, promueve y distribuye música latina de distintos géneros, incluyendo temas de producciones televisivas de la Organización Cisneros. VeneMusic ofrece las más recientes producciones de nuevos artistas latinos, nuevos estrenos y recopilaciones musicales.
Fundada en 2003. El sello discográfico está afiliado con Universal Music Latin Entertainment.
- Datos: Q4451213